# Calculator cuantic

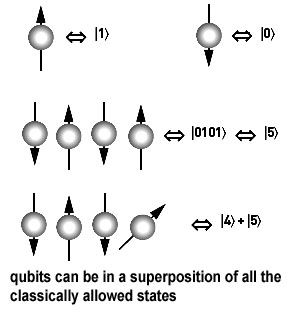
Reprezentarea qubiților aflați în suprapunere

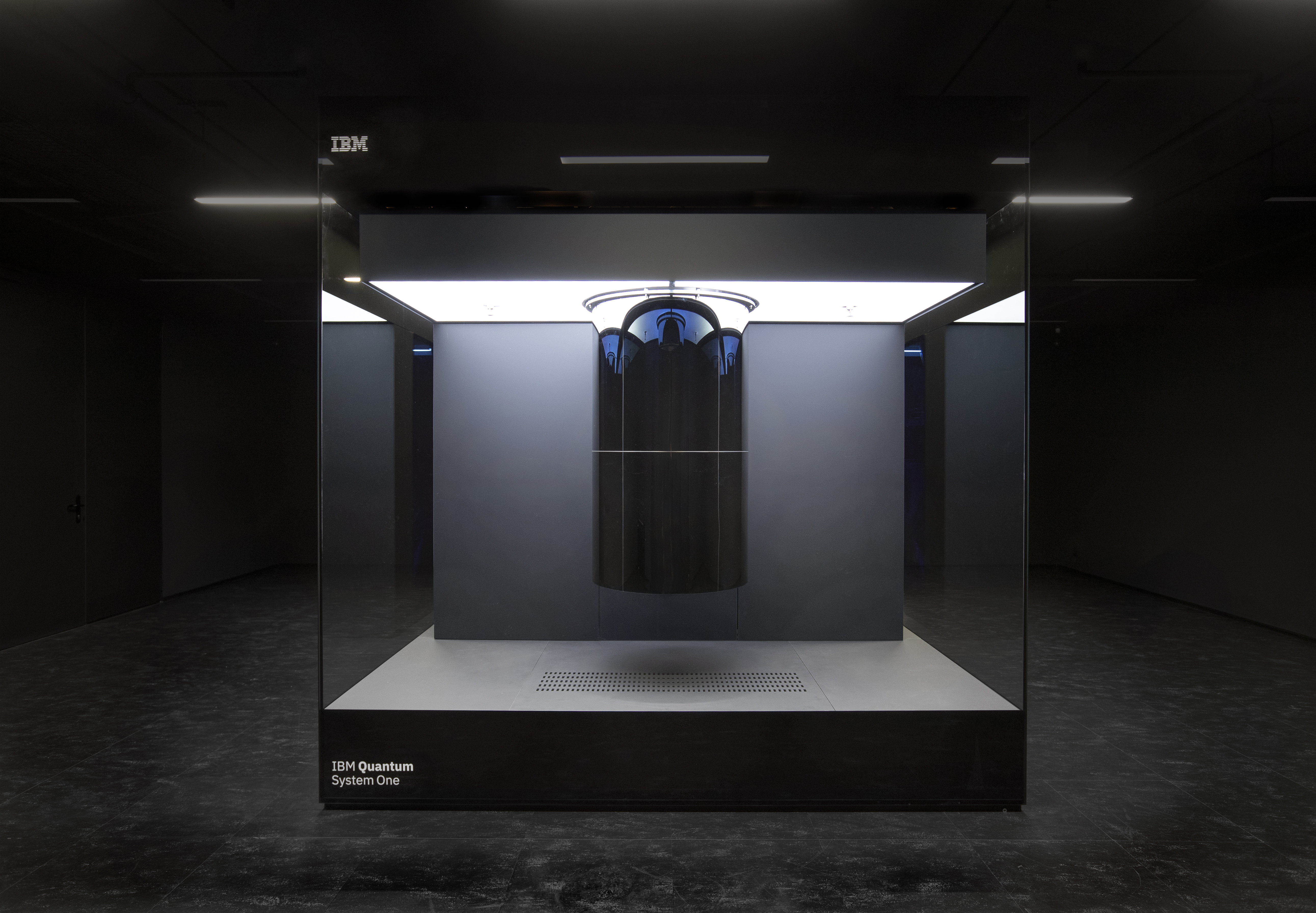

Un calculator cuantic sau computer cuantic, folosește proprietățile cuantice ale materiei, cum ar fi suprapunerea și inseparabilitatea, pentru a efectua operațiuni pe date. Spre deosebire de calculatoarele clasice care efectuează operații logice folosind biți (șiruri binare, de 0 și 1) și tranzistori, calculatoarele cuantice operează prin controlul comportamentului particulelor de qubiți, sau biți cuantici, care pot avea simultan mai multe poziții (1 și 0 în același timp), ceea ce înseamnă că pot procesa un număr enorm de rezultate potențiale simultan. Computerele cuantice sunt cotate cu un rating în ceea ce privește volumul cuantic, care ia în calcul numărul total de qubiți. Deși există deja prototipuri de calculatoare cuantice, ele nu pot efectua în prezent decât sarcini similare cu cele realizate de un computer normal, dar mult mai rapid.

## Caracteristici
Un calcul cuantic constă în următoarele: inițializarea sistemului cuantic, aplicarea unei secvențe de operații care modifică starea sistemului și efectuarea operației de măsurare. Cu excepția operației de măsurare, toate operațiile care se efectuează asupra unui sistem cuantic trebuie să fie reversibile. Aceste operații sunt descrise prin operatori unitari. Scopul calculului cuantic este găsirea unor algoritmi considerabil mai rapizi decât algoritmii clasici care rezolvă aceeași problemă și a unor algoritmi care rezolvă probleme de calcul imposibil de rezolvat în calculul clasic.
Computația cuantică operează cu un alt tip de logică – folosindu-se de legile mecanicii cuantice pentru efectuarea de diverse operații. Qubiții sunt diferiți de biții clasici întrucât sunt caracterizați de mai mult de două stări posibile. Pot avea stări multiple, superpoziții de stări – de pildă pot lua valoarea 0 sau 1, sau 0-1 ori 0+1 ori 0 AND 1, toate în același timp. Aceasta este o proprietate a fizicii cuantice numită „suprapunere”.
Corelativitatea cuantică sau „inseparabilitatea cuantică” (engleză: quantum entanglement) este o proprietate a sistemelor cuantice care descrie legături subtile, complet contraintuitive și foarte strânse care se manifestă între acestea și reprezintă cheia acestor posibilități computaționale. În contextul corelativității cuantice se poate vorbi de o procesare paralelă – prelucrarea în paralel a multor informații, nerealizabilă în cazul procesoarelor clasice și sistemelor de operare moderne. 
Primul computer cuantic ce funcționa în afara unui laborator, IBM Q System One, a fost prezentat în 2019 la Consumer Electronics Show (CES) în Las Vegas. 

### Algoritmi cuantici
Algoritmii cuantici sunt în general folosiți pentru a studia proprietăți globale ale unei funcții
sau ale unei secvențe de date (de exemplu, pentru a găsi perioada unei funcții, media unei
secvențe, etc.).
Una dintre cele mai importante probleme în calculul cuantic este găsirea algoritmilor cuantici. Foarte puțini dintre ei sunt cunoscuți, deoarece nu există principii generale de găsire a
versiunii cuantice a unui algoritm clasic. Există urmatoarele tipuri posibile de algoritmi cuantici:
- Algoritmul Deutsch-Jozsa: primul algoritm cuantic, cel mai simplu exemplu de algoritm cuantic care întrece în eficiență un algoritm clasic. Acest algoritm distinge între o funcție f: {0,1}→{0,1} care este constantă și una care este balansată (balanced). O funcție este balansată dacă ia valoarea 0 pentru exact jumătate din valorile posibile ale argumentului și valoarea 1 pentru cealaltă jumătate (funcția este balansată dacă f ( 0 ) ≠ f ( 1 ).
- Algoritmul Simon: este înrudit cu algoritmul Deutsch-Jozsa
- Algoritmul Grover: algoritm de căutare, descoperit de Lov Grover
- Algoritmul Shor: găsit de Peter Shor, este utilizat pentru factorizarea eficientă a unui număr mare folosind entanglement-ul qubiților și principiul superpoziției
- Algoritmul Euclid: se folosește pentru găsirea celui mai mare divizor comun al numerelor întregi p și q, notat cmdc (p, q). [3][4]

### Registrul cuantic
Registrul cuantic funcționează aproape la fel ca cel clasic. Acesta este un șir de biți cuantici, peste care se pot efectua operațiuni logice cu un bit și doi biți (similar cu utilizarea NOT, 2AND-NOT, etc., într-un registru clasic).

### Corecția erorilor
Calculatoarele cuantice sunt susceptibile unor erori cauzate de ”zgomot” și de pierderea coerenței cuantice – pierderea proprietăților cuantice a qubitului și reducerea sa la un simplu bit.
”Incoerența cuantică” poate fi cauzată de diferite interacțiuni cu mediul exterior (cum ar fi variații electromagnetice sau de temperatură). Tocmai din acest motiv, actualele sisteme cuantice au o probabilitate mică să livreze rezultate corecte, chiar și pentru operații mai simple, conform aceleeași publicații online.
Erorile pot fi corectate prin intermediul schemelor de corecție cuantică – un proces care consumă o parte din qubiți. Numărul acestora determină capacitatea sistemelor cuantice de a realiza operații din ce în ce mai complexe, iar utilizarea schemelor de corecție ridică problema achiziționării unor sisteme care nu funcționează în conformitate cu specificațiile inițiale.
Primul algoritm cuantic de corectare a erorilor  a fost algoritmul Shor, apărut în 1995, și propus de Peter Shor. 

### Limbaje de programare
Din categoria limbajelor de programare cuantică se pot menționa:
- Quantum Computation Language (QCL): limbaj de programare cuantică de nivel înalt, scris în C++. Este open-source și rulează sub Linux. Poate lucra pe orice arhitectură de calculator cuantic bazat pe qubiți, cât și un limbaj de simulare a calculului cuantic.Prima versiune a apărut în 1998, iar versiunea actuală a apărut în 2006.

- Q#: folosit pentru a simula algoritmi cuantici dezvoltat de Microsoft. Versiunea beta a fost lansată pe 11 decembrie 2017 (Microsoft Quantum Development Kit Preview1). Acest limbaj este inclus în Visual Studio prin descărcarea kitului de dezvoltare Quantum Microsoft.

- Quantum Superpositions: bibliotecă Perl care permite programatorilor să utilizeze variabile care pot păstra mai multe valori în același timp. Versiunea 1.03 a apărut în 2000. Versiunea curentă (2.02) a apărut în aprilie 2003.

- Quantum Entanglement: librărie Perl, apărută în 2002, care permite utilizatorilor să pună variabile într-o superpoziție de stări, să interacționeze între ele și să le observe.

- Q-gol: limbaj de programare de nivel înalt care permite descrierea de algoritmi proiectați pentru a rula pe computere cuantice.

- Quantum Fog: aplicație Macintosh pentru modelarea situațiilor fizice care prezintă comportament cuantic. Este un instrument pentru investigarea și discutarea grafică a problemelor de măsurare cuantică în termeni de de rețele cuantice Bayesiene. Simulează un calculator cuantic pentru scop general. A apărut în 1997, iar versiunea curentă este 2.0, apărută în 2006.

- QDD:  bibliotecă C++ care oferă un set relativ intuitiv de construcții de calcul cuantic în contextul unui mediu de programare C++. Emularea calcului cuantic se bazează pe reprezentarea BDD (Binary Decision Diagram) a stărilor cuantice (spre deosebire de QCL care utilizează reprezentarea prin numere complexe). Include o implementare a algoritmului lui Shor. Versiunea 0.2 a fost lansată în septembrie 1999, versiunea 0.3 este în februarie 2003.

- Quantum Lambda Calculus (qlambda): limbaj funcțional bazat pe Scheme pentru exprimarea și simularea algoritmilor cuantici. [6]

### Componenta hardware
Hardware-ul unui calculator cuantic este foarte complex, întrucât sistemele cuantice sunt sensibile și trebuie izolate de factori externi (pentru a preveni colapsul superpoziției cuantice). Printre metodele de realizare a componentelor hardware sunt:
- Qubiții supraconductori sunt cea mai populară metodă pentru construirea calculatoarelor cuantice. Acești qubiți sunt circuite minuscule realizate din materiale supraconductoare, valorificând fenomenul de coerență și stările de superpoziție cuantică la scară macroscopică. Ca avantaj quibiții supraconductori sunt ușor de integrat în tehnologiile actuale, dar impun folosirea unor tehnici avansate de corecție a erorilor.
- Realizarea de qubiți cu ajutorul capcanelor de ioni este metodă în care se folosesc pulsuri laser pentru a capta și manipula starea cuantică a unor ioni. Acest tip de calculator are nevoie de puține corecții, dar are o viteză de calcul destul de lentă, față de alte metode.
- Qubiți topologici. Această metodă se bazează pe folosirea cvasiparticulelor, care sunt colectivități de particule care se comportă ca una singură (precum anyonii), avantajele oferite fiind faptul că aceste computere cuantice sunt insensibile la erori și sunt extrem de stabile. Însă, sunt foarte complexe din punct de vedere experimental și teoretic.

## Cronologie
- 1980 - La începutul anilor 1980, au început să apară primele teorii care indicau posibilitatea efectuării de calcule de natură cuantică.

- 1981 - Ideile esențiale ale calculelor cuantice au aparținut lui Paul Benioff, care a lucrat la Argonne National Laboratory, din Illinois, S.U.A.. El și-a imaginat un computer tradițional (mașină Turing) care funcționa cu unele principii ale mecanicii cuantice.

- 1982 - Richard Feynman, fizician la California Institute of Technology și câștigător al Premiului Nobel în 1965, a susținut o prezentare în cadrul primei conferințe de fizică computerizată, desfășurată la Massachusetts Institute of Technology. În discursul său, intitulat Simularea fizicii cu computerele, a propus utilizarea fenomenelor cuantice pentru efectuarea calculelor. Feynman a afirmat că, având în vedere natura lor, unele calcule extrem de complexe vor fi efectuate mai rapid într-un computer cuantic.

Sfera Bloch, reprezentare a unui qubit, elementul fundamental al computerelor cuantice

- 1985 - David Deutsch, fizician israelian la Universitatea Oxford, a publicat articolul “Quantum theory, the Church-Turing principle and the universal quantum computer”, în care a descris primul computer cuantic universal, capabil să simuleze orice alt computer cuantic (principiul Church-Turing). Ideea inovatoare era aceea că un computer cuantic ar putea executa diferiți algoritmi cuantici.

- 1989: în articolul "Quantum computational networks", Deutsch a descris al doilea model pentru calculul cuantic: circuitele cuantice. El a demonstrat că porțile cuantice pot fi combinate pentru a realiza calcule cuantice în același mod în care porțile logice pot fi combinate pentru a realiza calcule clasice.

- 1992: a apărut algoritmul Deutsch-Jozsa care a ilustrat avantajul calculului cuantic față de calculul clasic.

- 1993 - Dan Simon, din departamentul de cercetare Microsoft (Microsoft Research), a comparat modelul clasic de probabilitate cu modelul cuantic și concluziile sale au servit ca bază pentru dezvoltarea unor algoritmi viitori (cum ar fi algoritmul Shor).

- 1993 - Charles Benett de la IBM Research din New York, descoperă teleportarea cuantică și deschide o nouă cale de cercetare către dezvoltarea comunicațiilor cuantice.

- 1994 - Peter Shor, om de știință american de la Bell Laboratories, a definit algoritmul care îi poartă numele, algoritmul Shor. Un an mai târziu, el a propus un sistem de corectare a erorilor în calcul cuantic.

- 1995: termenul “qubit” a fost propus de Benjamin Schumacher.

- 1996 - Lov Grover a inventat algoritmul de căutare a datelor care îi poartă numele, algoritmul Grover. La fel ca restul algoritmilor cuantici, este un algoritm probabilistic cu o rată mare de succes.

- 1997 - Au început primele experimente practice pentru implementarea tuturor calculelor care au fost descrise teoretic anterior. Primul experiment de comunicare sigură utilizând criptarea cuantică este realizat cu succes la o distanță de 23 km. În plus, se efectuează prima teleportare cuantică a unui foton.

- 1998 - Isaac Chuang de la Laboratorul Național Los Alamos, Neil Gershenfeld, Massachusetts Institute of Technology și Mark Kubinec, Universitatea Berkeley din California dezvoltă primul computer cuantic de 2 qubit care putea fi încărcat cu date și oferi o soluție.

- 1999 - în laboratoarele Almaden IBM Research, a fost creat primul computer de 3 qubit care a reușit să ruleze algoritmul Grover.

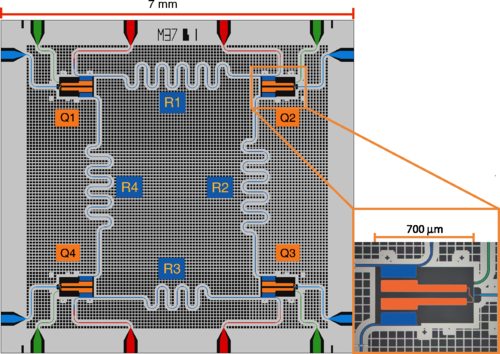
Chip 4 qubit

- 2000  - la Universitatea Tehnică din München este prezentat un computer cuantic de 5 qubit capabil să execute un algoritm de căutare a comenzilor, care face parte din algoritmul lui Shor. În același an, la Los Alamos National Laboratory este  dezvoltat un computer cuantic de 7 qubit. Folosind un rezonator magnetic nuclear, s-au aplicat impulsuri electromagnetice care permit emularea codificării de biți a computerelor tradiționale.

- 2001 - IBM și Universitatea Stanford reușesc să execute algoritmul Shor pentru prima dată în computerul cuantic de 7 qubit. În experiment, s-au calculat factorii primi ai 15, rezultând corect 3 și 5, folosind 1018 molecule, fiecare cu șapte atomi.

- 2005 - Institutul pentru Optică și Informații Cuantice și Universitatea din Innsbruck, Austria a anunțat că oamenii de știință au creat primul qbyte, o serie de 8 qubit.

- 2006 – Cercetători de la Perimeter Institute for Theoretical Physics din Waterloo, Ontario, Canada și MIT, elaborează metode pentru a îmbunătăți controlul cuantic și reușesc să dezvolte un sistem de 12 qubit.

- 2007 - Compania canadiană D-Wave Systems a prezentat la 13 februarie 2007 în Silicon Valley, un prim computer cuantic comercial de 16 qubit de uz general; mai târziu, aceeași companie a recunoscut că acest calculator numit Orion, nu este într-adevăr un computer cuantic, ci un tip de calculator de uz general care folosește o anumită mecanică cuantică pentru a rezolva problemele.

- 2007 - două echipe americane de cercetare de la National Institute of Standards and Technology (NIST) și Universitatea Yale din New Haven, au reușit să conecteze componente cuantice prin superconductori. În acest fel apare prima magistrală cuantică, care poate fi folosită și ca memorie cuantică, păstrând informațiile cuantice pentru o perioadă scurtă de timp înainte de a fi transferate la dispozitivul următor.

- 2008 - National Science Foundation, anunță că o echipă de oameni de știință a reușit pentru prima dată să stocheze un qubit de date în nucleul unui atom de fosfor timp de 1,75 secunde. Această perioadă poate fi extinsă utilizând metode de corectare a erorilor.

- 2009 - o echipă americană de cercetători condusă de profesorul Robert Schoelkopf, de la Universitatea Yale, care dezvoltase deja magistrala cuantică în 2007, creează acum primul procesor cuantic în stare solidă (unitate de procesare quantică), care seamănă și funcționează în mod similar cu un microprocesor convențional, cu capacitatea de a efectua doar câteva sarcini foarte simple, cum ar fi aritmetică sau căutare de date. Comunicarea în dispozitiv este realizată prin intermediul fotonilor care se deplasează pe magistrala cuantică.

- 2011 – D-Wave Systems comercializează primul computer cuantic către Lockheed Martin pentru suma de 10 milioane de dolari.

- 2012 - IBM anunță că a creat un cip suficient de stabil care ar permite producerea în serie de  caculatoare cuantice pentru uz personal și afaceri. Se estimează că în aproximativ 10 sau 12 ani pot fi comercializate primele sisteme cuantice.

- 2013 - D-Wave Systems a lansat noul computer cuantic D-Wave Two, care este de 500.000 de ori mai puternic decât predecesorul său D-Wave One, cu o putere de calcul de 439 de qubit.

- 2015 - D-Wave Systems anunță că a depășit 1000 qubit.

- 2017, IBM a introdus un nou procesor cuantic comercial de 17 qubit, cel mai puternic până în prezent. În același an, D-Wave Systems Inc. anunță disponibilitatea comercială a computerului cuantic D-Wave 2000Q, care are 2000 de qubit.

- 2018 - Google anunță crearea unui cip cuantic cu 72 de qubit, numit „Bristlecone”. La 21 decembrie, a fost semnată de către președintele Donald Trump, National Quantum Initiative Act   stabilind obiectivele și prioritățile pentru un plan de 10 ani pentru accelerarea dezvoltării aplicațiilor științei și tehnologiei informației cuantice în S.U.A.

- 2019 - IBM a introdus IBM Q System One, la CES 2019, primul computer cuantic pentru uz comercial. Acesta combină atât calculul cuantic cât și cel tradițional într-un sistem de 20 qubit pentru utilizare în cercetare și calcule mari.

În luna septembrie IBM a anunțat că va lansa în curând cel de-al paisprezecelea computer cuantic de 53 qubit, cel mai mare și mai puternic din punct de vedere comercial până în prezent, iar Google a anunțat că a atins supremația cuantică cu ajutorul unui super-calculator, cu capacități mult superioare celor ale celor mai puternice computere convenționale. Cercetătorii afirmă că procesorul lor este capabil să efectueze în trei minute și douăzeci de secunde o operație pentru care ar fi nevoie de 10.000 de ani în cazul celor mai avansate calculatoare din prezent.
Fujitsu a lansat un cip cu capacități inspirate de calculatorul cuantic, numit Digital Annealer. Arhitectura de calcul digital Annealer deschide calea către rezolvarea mult mai rapidă și mai eficientă a problemelor de optimizare la scară largă, care sunt de nerezolvat folosind calculatoarele clasice de astăzi.
- 2020: Honeywell susține că va produce cel mai puternic computer cuantic din lume până la mijlocul anului 2020 având un volum cuantic de 64, de două ori mai mare decât al celor mai apropiați rivali[8]

Compania franceză Atos, furnizează QLM-E, un nou simulator cuantic de 12 ori mai puternic decât modelul său anterior.

## Domenii de utilizare
Calculatoarele cuantice ar putea contribui la soluționarea unor calcule complexe, în multiple domenii datorită fenomenului de superpoziție.

### Criptografie cuantică
Calculatoarele cuantice sunt folosite în dezvoltarea unor versiuni mult mai sigure de criptare a informației. Qubiții, datorită faptului că se supun legilor mecanicii cuantice, pot oferi o bază securizată pentru schimbul de mesaje secrete. Criptarea cuantică ar putea pune hackerii în imposibilitatea de a descoperi cheile de acces ale sistemelor vulnerabile, datorită stării nedeterminate în care se găsește informația necesară decriptării.
Există în prezent protocoale cuantice de generare a cheilor, care funcționează continuu cu scopul protejării traficului pe internet. Astfel de sisteme, care funcționează în S.U.A. și Elveția la scară redusă, folosesc modularea în fază a fotonilor pentru codare și conțin fotodetectori răciți, cu avalanșă, care detectează câte un singur foton.

### Medicină
O altă aplicație a acestor sisteme ar fi în medicină, în domeniul modelării moleculare. Una dintre cele mai promițătoare aplicații ale calculatoarelor cuantice este simularea comportamentului materiei până la nivelul molecular. Companiile farmaceutice folosesc simulările cuantice pentru a analiza și compara compușii care ar putea duce la crearea de noi medicamente și de modele proteice sau pentru a îmbunătăți viteza și calitatea imaginilor medicale

### Inteligență artificială
Inteligența artificială poate beneficia masiv de pe urma utilizării calculatoarelor cuantice. Cele mai inteligente sisteme de învățare automată funcționează pe baza unui proces de ”trial and error” (identificarea anomaliilor statistice). Sistemele de ‘’deep’’ și ‘’machine learning’’ vor ajunge mult mai puternice și mai rapide, dacă pot profita de pe urma fenomenului de superpoziție.

### Industria auto
Producătorii auto precum Volkswagen și Daimler folosesc calculatoare cuantice pentru a simula compoziția chimică a bateriilor vehiculelor electrice pentru a ajuta la găsirea de noi modalități de îmbunătățire a performanței lor. Volkswagen a prezentat un serviciu care calculează rutele optime pentru autobuze și taxiuri în orașe pentru a reduce la minimum congestia traficului.

### Industria aeronautică
Airbus folosește computere cuantice pentru a ajuta la calcularea celor mai eficiente căi de urcare și coborâre pentru aeronave, optimizarea rutelor și imagistică prin satelit.

### Prognoză financiară
În sistemul financiar și bancar calculatoarele cuantice sunt prevăzute pentru a studia stocurile piețelor financiare și a construi noi modele de prognoză. Aceste noi instrumente ar face posibilă evaluarea distribuției rezultatelor, identificarea volatilității pieței și să controleze riscurile și randamentele într-un portofoliu de investiții.

### Internet
Marile companii care oferă servicii de căutare pe Internet – Google, Yahoo, Microsoft, ar putea beneficia enorm de pe urma unor algoritmi cuantici care să indexeze și să efectueze căutări în baze de date imense mult mai rapid. De asemenea, pentru detectarea virușilor și a hackingului în rețele.

### Prognoză meteo
Computerele cuantice ar putea contribui la construirea unor modele climatice mai bune. National Weather Service din Marea Britanie a început deja să investească în aceste noi tehnologii.

## Companii de calcul cuantic
- Airbus
- Alibaba
- AT&T
- Baidu
- Allen | Hamilton
- British Telecommunications
- Google
- Honeywell
- IBM
- Intel
- KPN
- Lockheed Martin
- Microsoft
- Mitsubishi
- NASA
- NEC
- Nokia
- NTT
- Raytheon
- SK Telecom
- Toshiba [17]